# Albert Houssiau

Bischofswappen von Albert Houssiau

Albert Jean Charles Ghislain Houssiau (* 2. November 1924 in Halle, Belgien) ist ein belgischer Geistlicher und emeritierter Bischof von Lüttich.

## Leben
Albert Houssiau studierte in Brüssel an der Katholischen Universität Löwen und am Priesterseminar von Mechelen. Am 6. Februar 1949 empfing er die Priesterweihe. 1955 wurde er Pastor in Forest/Vorst und 1956 Professor an der flämischen Katholieke Universiteit Leuven und an der französischsprachigen Universität Université Catholique de Louvain in Louvain-la-Neuve.
Papst Johannes Paul II. ernannte ihn am 17. März 1986 zum 90. Bischof von Lüttich. Die Bischofsweihe spendete ihm der Erzbischof von Mecheln-Brüssel, Godfried Kardinal Danneels, am 18. Mai desselben Jahres. Mitkonsekratoren waren der Altbischof von Lüttich, Guillaume Marie van Zuylen, der Bischof von Namur, Robert-Joseph Mathen, der Bischof von Hasselt, Jozef-Maria Heusschen, und der Bischof von Antwerpen, Paul Van den Berghe.
Am 9. Mai 2001 nahm Papst Johannes Paul II. seinen altersbedingten Rücktritt an.